# Tanya Zea
Tanya Zea (Cobán, Alta Verapaz, Guatemala, 25 de febrero de 1953) cantante y compositora guatemalteca.

## Biografía
Hija de Walter Leopoldo Zea Ligorría y Elvira García Ortega, fue ganadora del segundo lugar del Festival de la Organización de Televisión Iberoamericana (OTI 1974), celebrado en el Teatro Juan Ruiz de Alarcón, en Acapulco (México), con la canción “Yo soy” del compositor Julio César del Valle, quién en esa época era su esposo. Estudió en la Casa Central y en el Conservatorio Nacional de Música. A los nueve años hizo su primer solo con la Sinfónica Nacional. Estuvo casada con Julio César del Valle, con quien procreó dos hijos, Julio César y Pedro Pablo; de su segundo matrimonio nació su hijo Juan Miguel. En 1970 participó en el Primer Festival de la Canción Centroamericano y del Caribe, celebrado en Panamá, en donde ganó el primer lugar como mejor intérprete y en Nueva York como mejor voz con la canción “No te cambio, luna”. Dos años después en el Festival de Maracaibo, Venezuela, se coronó con “Te quiero, te quiero”. Después del triunfo en OTI, fue recibida apoteósicamente en Guatemala, llegando a recibirla también el Presidente Kjell Eugenio Laugerud García. Participó en El Show de J. A. Guzmán, en el Canal 3 de televisión, como conductora del programa. Ha grabado 23 longplays. Otras de sus canciones recordadas son “Se burlan de mí”, “Perdóname los celos”, “Peligro”, etc. Ha sido homenajeada por múltiples instituciones, entre ellas la Asociación de Periodistas de Guatemala con "La Monja Blanca", por el Señor Presidente de la República, el Señor Alcalde de la Ciudad y la Procuraduría General de La Nación.  Fue muy amiga del conocido cantante Gustavo Adolfo Palma.